# Torcy (Passo di Calais)
Torcy è un comune francese di 165 abitanti situato nel dipartimento del Passo di Calais nella regione dell'Alta Francia.

## Società

### Evoluzione demografica
Abitanti censiti